# 5829 Ісідаґоро
5829 Ісідаґоро (5829 Ishidagoro) — астероїд головного поясу, відкритий 11 лютого 1991 року.
Тіссеранів параметр щодо Юпітера — 3,640.